# كوازيمودو (ديزني)
كوازيمودو (بالإنجليزية: Quasimodo)‏، هو شخصية خيالية والبطل الرئيسي لرواية أحدب نوتردام (1831) لروائي الفرنسي فيكتور هوغو. تم لعب دور كوازيمودو من قبل العديد من الممثلين في الأفلام، بالإضافة إلى فيلم والت ديزني المُتحرك أحدب نوتردام (فيلم 1996).

## أحدب نوتردام (فيلم 1996)
كوازيمودو هو شاب مشوه من أصول غجرية نشأ في ظل تربية صارمة من القاضي كلود فرولو والذي تسبب في مقتل أمه وحبس أبيه، عاش طيلة حياته مُنعزلاً في برج نوتردام بعد تحذيرات القاضي كلود فرولو المتكررة حول تجنب البشر متهماً إياهم بسوء الخلق، وأنه لا صديق لكوازيمودو إلا القاضى نفسه، ولكن كوازيمودو كان يرغب دائماً في اكتشاف العالم المحيط به، والاختلاط بالبشر الذي دأب على مراقبتهم من موقعه أعلى البرج، وشجعه على القيام بالأمر أصدقائه التماثيل المتكلمة الثلاثة، وعلى الرغم من عدم تقبل أهل باريس لكوازيمودو في بادئ الأمر إلا أنه وبمساعدة أزميرالدا يتمكن من الاختلاط بالأناس ليعيش حياة طبيعية بعد وفاة القاضي كلود فرولو.